# Семмі Гусен
Хендрік Віллем Ніколас «Семмі» Гусен (англ. Hendrik Willem Nicolaas "Sammy" Goosen; 1892 — ?) — південноафриканський велогонщик, бронзовий призер Олімпійських ігор.

## Біографія
Народився 1892 року.
Учасник літніх Олімпійських ігор 1920 року в Антверпені у змаганнях на велотрекі.
Виступав у індивідуальному спринті та парному спринті на 2000 метрів, де вибув зі змагань вже після першого туру.
У командній гонці на 4000 метрів разом з Вільямом Смітом, Джеймсом Волкером і Генрі Кальтенбруном посів третє місце, завоювавши бронзову олімпійську медаль.